# Angie (Louisiana)
Angie és una població dels Estats Units a l'estat de Louisiana. Segons el cens del 2000 tenia 240 habitants.

## Demografia
Segons el cens del 2000, Angie tenia 240 habitants, 97 habitatges, i 70 famílies. La densitat de població era de 61 habitants/km².
Dels 97 habitatges en un 33% hi vivien nens de menys de 18 anys, en un 55,7% hi vivien parelles casades, en un 12,4% dones solteres, i en un 27,8% no eren unitats familiars. En el 24,7% dels habitatges hi vivien persones soles el 12,4% de les quals corresponia a persones de 65 anys o més que vivien soles. El nombre mitjà de persones vivint en cada habitatge era de 2,47 i el nombre mitjà de persones que vivien en cada família era de 2,93.
Per edats la població es repartia de la següent manera: un 25,4% tenia menys de 18 anys, un 8,3% entre 18 i 24, un 25% entre 25 i 44, un 25,4% de 45 a 60 i un 15,8% 65 anys o més.
L'edat mediana era de 38 anys. Per cada 100 dones de 18 o més anys hi havia 79 homes.
La renda mediana per habitatge era de 27.344 $ i la renda mediana per família de 33.000 $. Els homes tenien una renda mediana de 34.375 $ mentre que les dones 26.071 $. La renda per capita de la població era de 14.198 $. Entorn del 15,2% de les famílies i el 24,7% de la població estaven per davall del llindar de pobresa.

## Poblacions més properes
El següent diagrama mostra les poblacions més properes.